# Frank Dickens
Pour les articles homonymes, voir Dickens.
Frank Dickens (1931-2016) est un auteur de bande dessinée britannique connu pour avoir animé de 1961 à 2012 le comic strip humoristique Bristow, consacré à la vie monotone d'un petit employé de bureau aux rêves de grandeur. Populaire au Royaume-Uni et en Australie, où il a été largement diffusé, et traduit en italien, Bristow reste peu connu ailleurs.